# Soothill
Soothill är en ort i distriktet Kirklees, i grevskapet West Yorkshire, i England. Soothill var en civil parish från 1866 till 1894 då den blev en del av Soothill Nether och Soothill Upper. Denna civil parish hade 11 493 invånare år 1891.